# Berta Aragonska
Berta Aragonska (španjolski Berta de Aragón, aragonski Berta d'Aragón) bila je kraljica Aragonije i Navare, druga žena kralja Petra I. Aragonskog i Navarskog, a pretpostavlja se da je bila iz Italije.
Szabolcs de Vajay je predložio da je Berta bila kći grofa Petra I. Savojskog i Agneze Akvitanske. Njezino se ime pojavljuje u poveljama iz Aragonije od 16. kolovoza 1097. do 1105. godine.
Nije poznato jesu li Berta i Petar imali djece, ali se zna da su se vjenčali 16. kolovoza 1097. u Huesci.
Nakon muževljeve smrti, Berta je upravljala "kraljevstvom Los Mallos", koje se sastojalo od posjeda zvanih Agüero, Murillo, Riglos, Marcuello, Ayerbe, Sangarrén i Callén. Njezin šogor Alfonso zavladao je nakon Petrove smrti.